# Saxifraga inconspicua
Saxifraga inconspicua är en stenbräckeväxtart som beskrevs av W. W. Smith. Saxifraga inconspicua ingår i Bräckesläktet som ingår i familjen stenbräckeväxter. Inga underarter finns listade i Catalogue of Life.